# Chlorure de scandium
Le chlorure de scandium(III) est un composé inorganique de formule ScCl3. C'est un composé ionique blanc à haut point de fusion, qui est déliquescent et fortement soluble dans l'eau. Ce sel présente principalement un intérêt pour les laboratoires de recherche. Les formes anhydre et  hexahydrate (ScCl3•6H2O) sont disponibles commercialement.

## Structure
ScCl3 cristallise dans la structure en couches BiI3, qui possède des centres scandium octaédriques. Le monomère ScCl3 est l'espèce prédominante dans la phase vapeur à 900 K, le dimère Sc2Cl6 présente environ 8 %. Le spectre de diffraction des électrons indique que le monomère est plan et que dimère a deux atomes Cl pontants, chaque Sc étant en coordinence 4.

## Réactions

Structure de l'ion trans-[Sc(H_{2}O)_{4}Cl_{2}]^{+}.

ScCl3 est un acide de Lewis qui absorbe l'eau pour donner des complexes aqua. Selon la cristallographie aux rayons X, un tel hydrate est le sel trans-[ScCl2(H2O)4]Cl·2H2O. Avec le ligand moins basique tétrahydrofurane, ScCl3 donne l'adduit ScCl3(THF)3 sous forme de cristaux blancs. Ce complexe de THF soluble est utilisé dans la synthèse des composés organoscandium (en). ScCl3 a été converti en son sel de sulfate de dodécyle, qui a été étudié en tant que "Lewis acid-surfactant combined catalyst" (LASC) dans les réactions de type aldol.

### Réduction
Le chlorure de scandium(III) a été utilisé par Fischer et al. qui a préparé pour la première fois du scandium métallique par électrolyse d'un bain eutectique de chlorure de scandium(III) et d'autres sels à 700-800 °C.
ScCl3 réagit avec le scandium métallique pour donner plusieurs chlorures où le scandium a un état d'oxydation < +3, ScCl, Sc7Cl10, Sc2Cl3, Sc5Cl8 et Sc7Cl12,. Par exemple, la réduction de ScCl3 avec du scandium métallique en présence de chlorure de césium donne le composé CsScCl3 qui contient des chaines linéaires de composition ScIICl3−, contenant des octaèdres ScIICl6 partageant des faces.

## Utilisation
Le chlorure de scandium(III) est utilisé dans certaines lampes aux halogénures, fibres optiques, céramiques électroniques, et lasers.